# Fornelo
Fornelo é uma povoação portuguesa do Município de Vila do Conde que foi sede da extinta Freguesia de Fornelo, freguesia que tinha 6,28 km² de área (2012) e 1 392 habitantes (2011), e, por isso, uma densidade populacional de 221,7 hab/km².
A Freguesia de Fornelo foi uma freguesia extinta em 2013, no âmbito de uma reforma administrativa nacional, tendo sido agregada à Freguesia de Vairão para formar uma nova freguesia denominada União das Freguesias de Fornelo e Vairão.
Fornelo pertenceu ao concelho da Maia e foi integrada no (atual município) de Vila do Conde, com a divisão administrativa de 1836.

## População
| População da freguesia de Fornelo | População da freguesia de Fornelo | População da freguesia de Fornelo | População da freguesia de Fornelo | População da freguesia de Fornelo | População da freguesia de Fornelo | População da freguesia de Fornelo | População da freguesia de Fornelo | População da freguesia de Fornelo | População da freguesia de Fornelo | População da freguesia de Fornelo | População da freguesia de Fornelo | População da freguesia de Fornelo | População da freguesia de Fornelo | População da freguesia de Fornelo |
| --------------------------------- | --------------------------------- | --------------------------------- | --------------------------------- | --------------------------------- | --------------------------------- | --------------------------------- | --------------------------------- | --------------------------------- | --------------------------------- | --------------------------------- | --------------------------------- | --------------------------------- | --------------------------------- | --------------------------------- |
| 1864                              | 1878                              | 1890                              | 1900                              | 1911                              | 1920                              | 1930                              | 1940                              | 1950                              | 1960                              | 1970                              | 1981                              | 1991                              | 2001                              | 2011                              |
| 669                               | 743                               | 863                               | 853                               | 946                               | 1 002                             | 1 038                             | 1 123                             | 1 194                             | 1 288                             | 1 313                             | 1 351                             | 1 526                             | 1 504                             | 1 392                             |

| Distribuição da População por Grupos Etários | Distribuição da População por Grupos Etários | Distribuição da População por Grupos Etários | Distribuição da População por Grupos Etários | Distribuição da População por Grupos Etários | Distribuição da População por Grupos Etários | Distribuição da População por Grupos Etários | Distribuição da População por Grupos Etários | Distribuição da População por Grupos Etários | Distribuição da População por Grupos Etários |
| -------------------------------------------- | -------------------------------------------- | -------------------------------------------- | -------------------------------------------- | -------------------------------------------- | -------------------------------------------- | -------------------------------------------- | -------------------------------------------- | -------------------------------------------- | -------------------------------------------- |
| Ano                                          | 0-14 Anos                                    | 15-24 Anos                                   | 25-64 Anos                                   | > 65 Anos                                    |                                              | 0-14 Anos                                    | 15-24 Anos                                   | 25-64 Anos                                   | > 65 Anos                                    |
| 2001                                         | 287                                          | 227                                          | 807                                          | 183                                          |                                              | 19,1%                                        | 15,1%                                        | 53,7%                                        | 12,2%                                        |
| 2011                                         | 219                                          | 164                                          | 793                                          | 216                                          |                                              | 15,7%                                        | 11,8%                                        | 57,0%                                        | 15,5%                                        |

Média do País no censo de 2001:  0/14 Anos-16,0%; 15/24 Anos-14,3%; 25/64 Anos-53,4%; 65 e mais Anos-16,4%
Média do País no censo de 2011:   0/14 Anos-14,9%; 15/24 Anos-10,9%; 25/64 Anos-55,2%; 65 e mais Anos-19,0%